# Pont-Aven
Pont-Aven (en bretó, Pont-Aven) és un municipi francès situat a la regió de la Bretanya, al departament de Finisterre. L'any 2006 tenia 2.953 habitants.

## Arts
Pont-Aven és conegut principalment pel grup d'artistes al voltant d'Émile Bernard i Paul Gauguin i als quals es va unir el 1888 Paul Sérusier. Es coneixien col·lectivament amb el nom d' École de Pont-Aven , bretó:  Skol Pont-Aven .
Pont Aven School of Contemporary Art (PASCA) és un programa internacional de belles arts situat a la històrica colònia d'artistes de Pont-Aven (Bretanya, França). El cos d’estudiants està format per estudiants d’honor en universitats de tercer curs o universitats d’art o en postgraus d’art (quart / cinquè curs) que busquen estudis posteriors.
El Museu de Pont-Aven acull una reconstrucció històrica de Pont-Aven a finals del segle xix, així com una col·lecció permanent dedicada a l 'Escola Pont-Aven.
Pont Aven encara atrau artistes i amants de l'art amb moltes galeries comercials, a més de la galeria pública de la ciutat.

## Demografia
| Evolució de la població Cassini |       |      |       |       |       |       |       |       |
| 1793                            | 1800  | 1806 | 1821  | 1831  | 1836  | 1841  | 1846  | 1851  |
| 2 037                           | 2 148 | -    | 1 824 | 1 955 | 2 027 | 2 076 | 2 231 | 2 342 |

| 1856  | 1861  | 1866  | 1872  | 1876  | 1881  | 1886  | 1891  | 1896  |
| ----- | ----- | ----- | ----- | ----- | ----- | ----- | ----- | ----- |
| 2 295 | 2 459 | 2 453 | 2 450 | 2 659 | 2 777 | 2 976 | 3 101 | 3 190 |

| 1901  | 1906  | 1911  | 1921  | 1926  | 1931  | 1936  | 1946  | 1954  |
| ----- | ----- | ----- | ----- | ----- | ----- | ----- | ----- | ----- |
| 3 370 | 3 610 | 3 819 | 3 648 | 3 805 | 3 647 | 3 798 | 4 052 | 3 643 |

| 1962  | 1968  | 1975  | 1982  | 1990  | 1999  | 2006 | 2011 | 2016 |
| ----- | ----- | ----- | ----- | ----- | ----- | ---- | ---- | ---- |
| 3 699 | 3 684 | 3 530 | 3 295 | 3 031 | 2 960 | -    | -    | -    |

| 2019 | - | - | - | - | - | - | - | - |
| ---- | - | - | - | - | - | - | - | - |
| -    | - | - | - | - | - | - | - | - |

## Administració
| Període | Identitat       | Partit |
| ------- | --------------- | ------ |
| 2001-   | Isabelle Biseau |        |